# Peterson Island (Crystal Sound)
Peterson Island ist eine Insel vor der Loubet-Küste des Grahamlands auf der Antarktischen Halbinsel Sie gehört zu den Adelaide- und Biscoe-Inseln und liegt südöstlich von Levy Island sowie westlich der Bernal-Inseln im Crystal Sound.
Luftaufnahmen entstanden bei der Falkland Islands and Dependencies Aerial Survey Expedition in den Jahren 1956 und 1957. Vermessungen nahm der Falkland Islands Dependencies Survey zwischen 1958 und 1959 vor. Das UK Antarctic Place-Names Committee benannte die Insel 1960 nach dem US-amerikanischen Chemiker Selmer Wilfred Peterson (1917–2004), dem gemeinsam mit Henri Arthur Levy (1913–2001) im Jahr 1957 mittels Messungen zur Neutronenstreuung die Lokalisation von Wasserstoffatomen in Eis gelungen war.